# فرقة النجوم

شعار فرقة النجوم.

فرقة النجوم (بالإنجليزية: S.T.A.R.S)‏ التي هي اختصار ل"Special Tactics And Rescue Service" ومعناها «وحدة التكتيكات الخاصة والإنقاذ» وهي فرقة عسكرية خاصة في سلسلة ريزدنت إيفل وهي وحدة النخبة ضمن العاب وأفلام السلسلة. تأسست الفرقة في نيويورك عام 1967م، ونقلت إلى مدينة الراكون في عام 1972م، وشاركت في أحداث 24 يوليو 1998م. وتتكون من فريقين: ألفا وبرافو.

## فريق الفا
- ألبرت ويسكر (1960-2009) كابتن الفريق
- كريس ريدفيلد (1973 --) -- قناص
- جيل فالنتين (1975 --) -- أخصائية في اللوجستية.
- باري بورتون (1960 --) -- المسؤول عن المستودع.
- جوزيف فروست (قتل في عام1998) -- النقل التخصصي.
- براد فيكرز (قتل في عام 1998) -- طيار هليكوبتر.

## فريق برافو
- انريكو ماريني (1957-1998) --رئيس فريق برافو.
- فورست شباير—قناص.
- ريتشارد أيكن—اختصاصي اتصالات.
- ريبيكا تشامبرز (1980 --) -- ممرضة ومختصة في المواد الكيميائية.
- ادوارد ديوي—طيار هليكوبتر.